# Ли, Августа
Августа Мария Ли (англ. Augusta Maria Leigh, урождённая Байрон; 26 января 1783 — 12 октября 1851) — дочь Джона Байрона, единокровная сестра лорда Байрона, с которой последний предположительно состоял в кровосмесительной связи.

## Биография
Августа была единственной дочерью капитана Джона Байрона по прозвищу «Безумный Джек» и его первой жены Амелии Осборн, маркизы Кармартен (1754 — 1784). Мать Августы умерла, когда дочери был всего год, и попечение о девочке поначалу взяла на себя её бабушка по материнской линии Мэри Даублет, графиня Холдернесс. Через несколько лет графиня Холдернесс умерла, и воспитанием Августы занимались её родственники и друзья.
Августа вышла замуж за драгунского подполковника Джорджа Ли (1771—1850), в этом браке у них было семеро детей. Брак этот был несчастным, поскольку Джордж имел склонность к азартным играм и спустил на них всё состояние, не оставив жене и детям ничего, кроме долгов.
Единокровный брат Августы, Джордж Байрон, не был знаком с сестрой до 1804 года. Только после смерти леди Холдернесс брат и сестра встретились, причём сразу понравились друг другу. Хотя Джордж был моложе Августы на пять лет, в первом письме к ней, написанном на Пасху в 1804 году, он просил, чтобы она считала его не только братом, но и ближайшим другом: «Помни о том, дорогая сестра, что ты самый близкий мне человек… на свете, не только благодаря узам крови, но и узам чувства». На протяжении ряда лет Джордж и Августа общались по переписке. Летом 1813 года лорд Байрон собрался в путешествие в Сицилию с очередной пассией — леди Оксфорд, но получив письмо от Августы, в котором она сообщала, что приедет в Лондон, поэт отказался от путешествия и ушёл от любовницы. Байрон в это время снимал дом на Бенкет-стрит, некоторое время Августа жила с ним в этом доме. Об отношениях Джорджа с Августой ходило много сплетен в обществе, в том числе о том, что они состоят в кровосмесительной связи. В апреле 1814 года Августа родила третью дочь, которую назвали Элизабет, о которой ходили слухи, что её биологическим отцом является лорд Байрон.
В 1815 году лорд Байрон женился на Энн Милбенк, но этот брак был неудачным. Из-за финансовых проблем Байрон начал пить и преследовать жену, которая обратилась за помощью к Августе, полагая, что та сможет оказать положительное воздействие на брата. Августе не удалось примирить супругов, и в апреле 1816 года Байрон подписал акт о разводе и навсегда покинул Англию. Всю оставшуюся жизнь Байрон вёл нежную переписку с сестрой, Августа служила для него посредницей, когда ему нужно было обратиться за чем-нибудь к бывшей супруге, и от неё же обыкновенно он узнавал о своей дочери Аде. Байрон посвятил Августе «Стансы» (1816) и «Послание к Августе» (1830).
Августа Ли умерла в октябре 1851 года и была похоронена на лондонском кладбище Кенсал-Грин. После её смерти, а также смерти леди Байрон (1860 год) подруга вдовы Байрона, известная американская писательница Гарриет Бичер-Стоу опубликовала книгу, в которой описывалась кровосмесительная связь между Байроном и Августой. Эта публикация вызвала скандал как в Европе, так и в Америке, и способствовала падению популярности писательницы. Сам факт подобных отношений между лордом Байроном и его сестрой, тем не менее, остаётся под вопросом и является предметом споров среди биографов и исследователей творчества Байрона. Вряд ли крушение брака Байрона объясняется его отношениями с сестрой, ибо леди Байрон десятки лет после развода общалась с Августой. Муссирование гипотезы инцеста надолго стало удобным способом дискредитации великого поэта.